# Throana lasiocera
Throana lasiocera là một loài bướm đêm trong họ Noctuidae.